# Roland Koch
Roland Koch (Frankfurt am Main, 24 maart 1958) is een Duitse jurist en voormalig politicus van de CDU. Van 1999 tot 2010 was hij minister-president van de deelstaat Hessen.

## Biografie
Na zijn eindexamen in 1977 aan het Eichwald-Gymnasium in Sulzbach vervulde Koch zijn dienstplicht, waarna hij in Frankfurt am Main een studie rechtsgeleerdheid begon die hij in 1982 met het eerste staatexamen afsloot. In 1985 volgde het tweede juridische staatsexamen en vanaf dat jaar is hij meester in de rechten, gespecialiseerd in bedrijfs- en concurrentierecht. Tot 1999 werkte hij als advocaat op dit rechtsgebied in Eschborn.

### Politieke loopbaan
Op politiek vlak had Koch zich op 14-jarige leeftijd aangesloten bij de Junge Union, waarna hij enige jaren later op lokaal niveau actief werd voor de CDU. Hij zetelde in de gemeenteraad van Eschborn en was tevens raadslid en CDU-voorzitter in de Main-Taunus-Kreis. In 1987 nam hij als parlementslid zitting in de Landdag van Hessen, waar hij in de periodes 1990–1991 en 1993–1999 fractievoorzitter was namens zijn partij. Tussen 1998 en 2010 was Koch voorzitter van de CDU in Hessen.
Bij de Hessische deelstaatverkiezingen van 1999 trad Koch aan als lijsttrekker. Onder zijn leiding werd de CDU de grootste partij, waarmee de SPD van toenmalig minister-president Hans Eichel werd verslagen. Samen met de FDP smeedde de CDU vervolgens een conservatief-liberale regeringscoalitie en Koch werd verkozen tot de nieuwe minister-president van Hessen. Bij zijn aantreden op 7 april 1999 nam hij ook het presidentschap van de Bondsraad van Eichel over. In 2000 kwam Koch in opspraak nadat de boekhouding van de CDU zou zijn vervalst om illegale giften te verhullen.
Na vier jaar regeren verliepen ook de deelstaatverkiezingen van 2003 voor Koch bijzonder succesvol. De CDU boekte haar beste resultaat ooit in Hessen en veroverde een absolute meerderheid, waarmee de partij in haar eentje een kabinet kon vormen: het kabinet Koch-II. Naast zijn functie als regeringsleider werd Koch in 2006 benoemd tot een van de vicevoorzitters van de landelijke CDU onder het leiderschap van Angela Merkel, een functie die hij tot 2010 bekleedde met Jürgen Rüttgers, Annette Schavan en Christian Wulff.

#### Hessische deelstaatverkiezingen in 2008 en 2009
In de aanloop naar de Hessische verkiezingen van 2008 werd Koch beschuldigd van populisme en xenofobie, nadat hij er in zijn campagne voor pleitte om hard op te treden tegen immigranten in de jeugdcriminaliteit. Eerder had hij zich ook al kritisch opgesteld tegenover een plan om het verwerven van de dubbele nationaliteit voor buitenlanders te versimpelen. De kritiek op Koch kwam, behalve van veel linkse politici, ook vanuit zijn eigen partij. Mede vanwege Kochs dalende populariteit moest de CDU bij de verkiezingen van januari 2008 veertien parlementszetels inleveren en behaalde zij haar slechtste resultaat sinds 1966. Met een zeer krappe voorsprong van 3500 stemmen (0,1%) bleef de partij nog maar nipt de SPD voor. In de nasleep van de verkiezingen slaagde zowel Koch als zijn uitdager Andrea Ypsilanti (SPD) er vervolgens niet in een meerderheidscoalitie te formeren. De vorming van een Grote coalitie was mogelijk geweest, maar werd door beide partijleiders als onwenselijk ervaren. Om uit de impasse te raken werd uiteindelijk besloten om in januari 2009 nieuwe verkiezingen te organiseren. Tot die tijd bleef Koch aan als waarnemend minister-president.
Bij de vervroegde verkiezingen van januari 2009 wist de CDU enkele zetels te heroveren. Dankzij een sterke terugval van de SPD en een aanzienlijke opkomst van de FDP kon Koch, net als in zijn eerste termijn als minister-president, een regering vormen met de FDP. Op 5 februari 2009 trad zodoende zijn derde kabinet aan.
In augustus 2010 legde Koch zijn functie vroegtijdig neer en trok hij zich terug uit de actieve politiek. Deze stap had hij in mei van dat jaar al aangekondigd, waarbij hij verklaarde een functie in het bedrijfsleven te ambiëren. Volker Bouffier, een van de ministers in zijn kabinet, volgde hem op. Tussen 2011 en 2014 was Koch bestuursvoorzitter van bouwconcern Bilfinger-Berger. Daarnaast was hij werkzaam als toezichthouder bij de Duitse afdelingen van UBS en Vodafone.

### Persoonlijk
Roland Koch is rooms-katholiek, getrouwd en heeft twee zonen. Kochs vader Karl-Heinz Koch was, net als zijn zoon, parlementslid namens de CDU in de Landdag van de deelstaat Hessen (1970–1987). Hij was van 1987 tot 1991 minister van Justitie in Hessen.
- Bibliothèque nationale de France: cb14635881m (data)
- Gemeinsame Normdatei: 120458845
- International Standard Name Identifier: 0000 0000 4222 2825
- Library of Congress Control Number: no99068048
- Nationale Bibliotheek van Tsjechië: pna2014835955
- Nationale Bibliotheek van Polen: a0000002977737
- Système universitaire de documentation: 088765407
- Virtual International Authority File: 74109380
- WorldCat: E39PBJgRRgT4xCGwrqw7FDJRrq